# BNP Paribas Warsaw Open 2023
Il WTA Poland Open 2023 (noto anche come BNP Paribas Warsaw Open per motivi di sponsorizzazione) è stato un torneo di tennis femminile che si è giocato su campi in cemento all'aperto. È stata la 3ª edizione del WTA Poland Open e fa parte della categoria WTA 250 del WTA Tour 2023. Si è tenuto presso il Legia Tenis & Golf di Varsavia, in Polonia, dal 24 al 30 luglio 2023.

## Teste di serie
| Nazionalità | Giocatrice         | Ranking* | Testa di serie |
| ----------- | ------------------ | -------- | -------------- |
| Polonia     | Iga Świątek        | 1        | 1              |
| Rep. Ceca   | Karolína Muchová   | 18       | 2              |
| Rep. Ceca   | Kateřina Siniaková | 33       | 3              |
| Cina        | Zhu Lin            | 40       | 4              |
| Cina        | Zhang Shuai        | 45       | 5              |
| Italia      | Camila Giorgi      | 50       | 6              |
| Rep. Ceca   | Linda Fruhvirtová  | 56       | 7              |
| Rep. Ceca   | Linda Nosková      | 61       | 8              |

* Ranking al 17 luglio 2023.

### Altre partecipanti
Le seguenti giocatrici hanno ricevuto una wild card:
- Maja Chwalińska
- Weronika Ewald
- Karolína Muchová

La seguente giocatrice è entrata nel tabellone principale con il ranking protetto:
- Kristína Kučová

Le seguenti giocatrici sono passate dalle qualificazioni:

- Jana Fett
- Julija Hatoŭka
- Ankita Raina
- Rebecca Šramková

La seguente giocatrice è entrata nel tabellone principale come lucky loser:
- Natalija Stevanović

### Ritiri
Prima del torneo
- Margarita Betova → sostituita da  Yanina Wickmayer
- Katie Boulter → sostituita da  Nao Hibino
- Marie Bouzková → sostituita da  Tereza Martincová
- Camila Giorgi → sostituita da  Natalija Stevanović
- Rebeka Masarova → sostituita da  Viktória Hrunčáková
- Ajla Tomljanović → sostituita da  Lucrezia Stefanini
- Lesja Curenko → sostituita da  Heather Watson
- Markéta Vondroušová → sostituita da  Jodie Burrage
- Wang Xinyu → sostituita da  Jessika Ponchet
- Vera Zvonarëva → sostituita da  Laura Siegemund

## Partecipanti al doppio

### Teste di serie
| Nazione     | Giocatrice          | Nazione     | Giocatrice           | Rank1 | Teste di serie |
| ----------- | ------------------- | ----------- | -------------------- | ----- | -------------- |
| Cina        | Zhang Shuai         | Cina        | Zhu Lin              | 119   | 1              |
| Georgia     | Natela Dzalamidze   | Romania     | Monica Niculescu     | 122   | 2              |
| Slovacchia  | Viktória Hrunčáková | Slovacchia  | Tereza Mihalíková    | 125   | 3              |
|             | Lidzija Marozava    |             | Aljaksandra Sasnovič | 147   | 4              |
| Regno Unito | Alicia Barnett      | Regno Unito | Olivia Nicholls      | 160   | 5              |

* Ranking al 17 luglio 2023.

### Altre partecipanti
Le seguenti coppie di giocatrici hanno ricevuto una wild card per il tabellone principale:
- Maja Chwalińska /  Jessika Ponchet
- Martyna Kubka /  Natalija Stevanović

La seguente coppia è subentrata nel tabellone principale come altrnate:
- Ankita Raina /  Yuan Yue

### Ritiri
Prima del torneo
- Natela Dzalamidze /  Monica Niculescu → sostituite da  Ankita Raina /  Yuan Yue
- Priska Nugroho /  Jessy Rompies → sostituite da  Oana Gavrilă /  Jessy Rompies
- Laura Siegemund /  Vera Zvonarëva → sostituite da  Linda Fruhvirtová /  Laura Siegemund

## Campionesse

### Singolare
Iga Świątek ha sconfitto in finale  Laura Siegemund con il punteggio di 6–0, 6–1.
- É il quindicesimo titolo in carriera per Świątek, il quarto della stagione.

### Doppio
Heather Watson /  Yanina Wickmayer hanno sconfitto in finale  Weronika Falkowska /  Katarzyna Piter con il punteggio di 6–4, 6–4.